# Бро (Златна обала)
Бро (фр. Braux) насеље је и општина у источном делу централне Француске у региону Бургоња, у департману Златна обала која припада префектури Монбар.
По подацима из 2011. године у општини је живело 168 становника, а густина насељености је износила 13,08 становника/km². Општина се простире на површини од 12,84 km². Налази се на средњој надморској висини од 350 метара (максималној 488 m, а минималној 308 m).

## Демографија
| 1962. | 1968. | 1975. | 1982. | 1990. | 1999. | 2011. |
| ----- | ----- | ----- | ----- | ----- | ----- | ----- |
| 147   | 170   | 156   | 140   | 146   | 167   | 168   |

График промене броја становника у току последњих година